# Fompedraza
Fompedraza est une commune de la province de Valladolid dans la communauté autonome de Castille-et-León en Espagne.

## Démographie
| Évolution démographique de Fompedraza | Évolution démographique de Fompedraza | Évolution démographique de Fompedraza | Évolution démographique de Fompedraza | Évolution démographique de Fompedraza | Évolution démographique de Fompedraza | Évolution démographique de Fompedraza | Évolution démographique de Fompedraza | Évolution démographique de Fompedraza |
| ------------------------------------- | ------------------------------------- | ------------------------------------- | ------------------------------------- | ------------------------------------- | ------------------------------------- | ------------------------------------- | ------------------------------------- | ------------------------------------- |
| 1991                                  | 1996                                  | 2001                                  | 2004                                  | 2006                                  | 2008                                  | 2010                                  | 2012                                  | 2015                                  |
| 155                                   | 145                                   | 143                                   | 143                                   | 148                                   | 133                                   | 138                                   | 124                                   | 118                                   |
| (source INE)                          |                                       |                                       |                                       |                                       |                                       |                                       |                                       |                                       |

## Économie
La localité est vinicole et fait partie de l'AOC Ribera del Duero.

## Sites et patrimoine

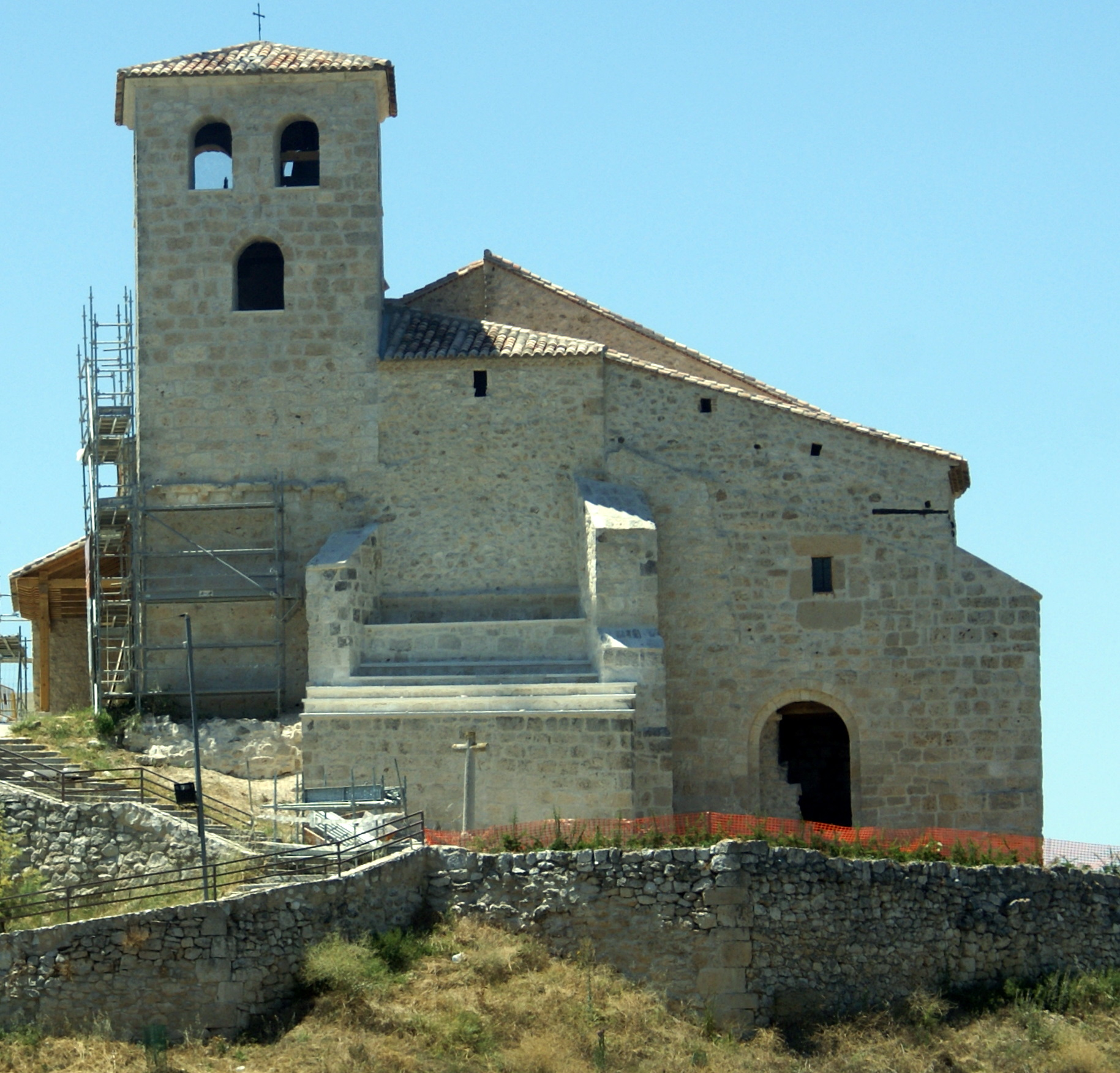
Église San Bartolomé.
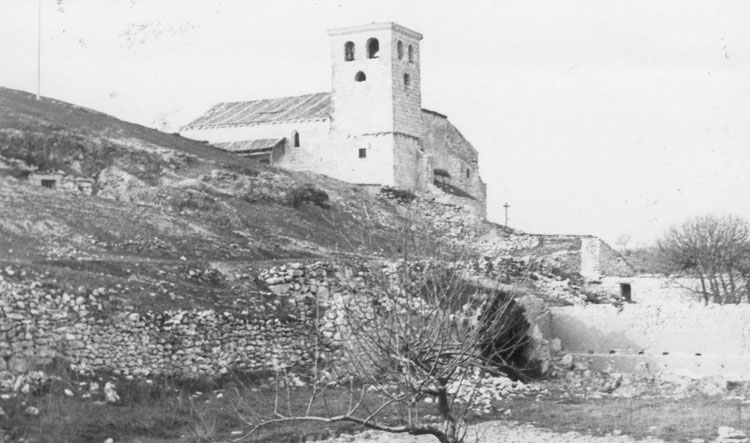
Église San Bartolomé. Fondation Joaquín Díaz.

- Église San Bartolomé.
- Église San Bartolomé.
Fondation Joaquín Díaz.